# ストリート新聞

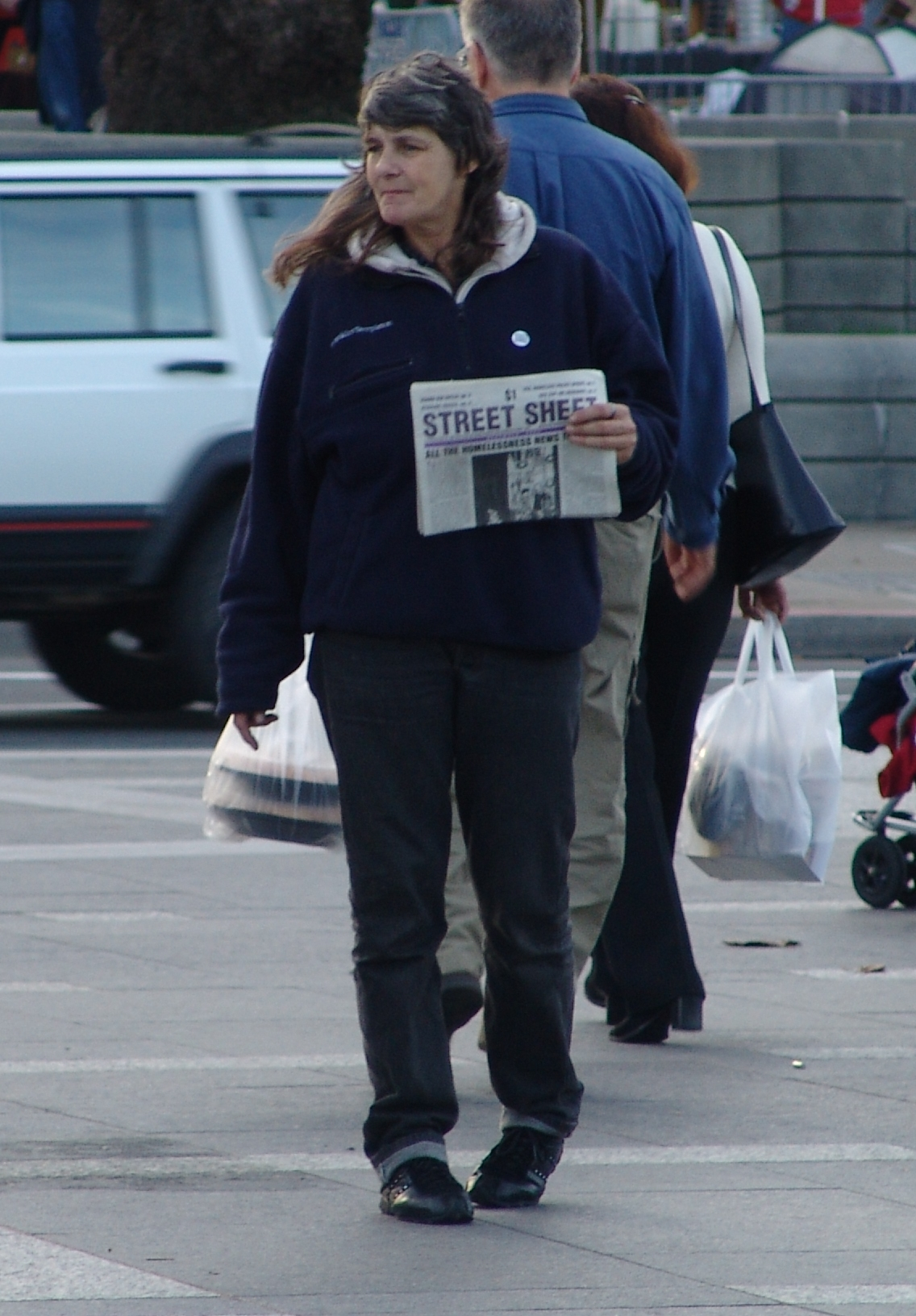
サンフランシスコでストリート・シートを売る販売者

ストリートペーパー（ストリートペーパー、英語: Street newspapers,street papers）とは、ホームレス状態にある人や生活困窮者が「仕事」として収入を得るために路上で販売する雑誌・新聞、また主にそのような人々を支援するために発行される雑誌・新聞である。原則、雑誌価格の半分以上が販売者の収入となる（販売者は雑誌を自費で仕入れている）。一般的に書店や小売店では販売されない。世界のストリートペーパーが加盟する組織「国際ストリートペーパー・ネットワーク（International Network of Street Papers）」によれば、現在、ヨーロッパ、北米、アジア・オセアニア、中南米、アフリカを含め世界35ヶ国、25の言語で100以上のストリートペーパーが発行されている。
最も知名度の高い雑誌『ビッグイシュー』はイギリスや日本などで発行されている。タブロイド判の新聞形態をとるものもある。発行頻度は週刊、隔週刊、月刊など各誌によって異なる。
誌面の内容は、ホームレスや貧困問題、環境問題といった社会問題と、著名人・俳優のインタビューなどエンターテインメントを併せたものが多い。質の高いジャーナリズムを目指し、一般的なメディアが取り上げないテーマなどを積極的に取り上げるなどオルタナティブ・メディアとして機能しているものも多い。イギリスでは国内で最も売れている雑誌が「ビッグイシュー」という時期もあった。
販売者であるホームレスや生活困窮者にとって収入を得る手段となっているだけでなく、社会的つながりを生み出したり、路上で販売することでホームレス問題の認知を広め、市民が買い手となることで市民を巻き込んだ問題解決を目指している。また、ホームレス当事者（販売者）のインタビューなども掲載し、誌面を通じて社会の周縁に追いやられがちな人々の声を発信している。販売者が執筆するページを設けているストリートペーパーもある。
ストリートペーパーの先駆けとされるのは、1989年にニューヨークで創刊されたStreet News（ストリートニュース）である。運営母体は非営利団体や社会的企業、慈善団体、キリスト系福祉団体などが多い。

## 歴史

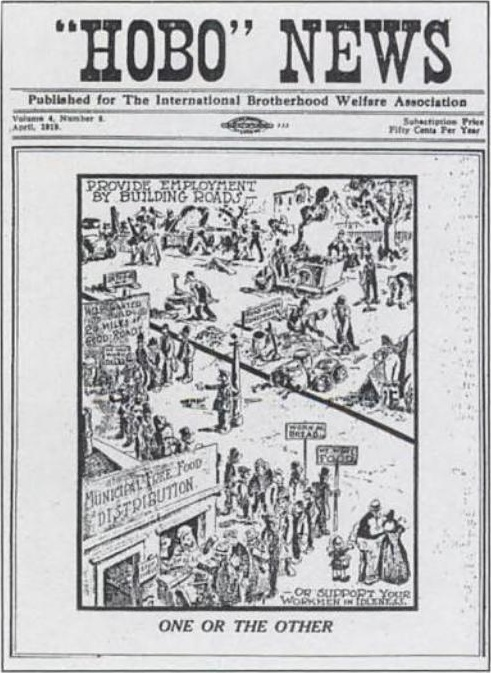
ホーボー・ニュースの初期の第一面

### 始まり
1989年にニューヨークで創刊した『Street News』が現代的なストリートペーパーの始まりとされているが、貧困層やホームレスが新聞を売ることで社会問題を提起する動きは19世紀から始まったと言われている。ジャーナリズム学者のノルマ・フェイはキリスト系福祉団体「The Salvation Army（救世軍）」が1879年にロンドンで創刊した「反体制、地下活動、代替的新聞」の初期的な形式であるThe War Cryに言及している。The War Cryは同団体のメンバーや生活困窮者が販売することで自分たちの劣悪な生活環境を人々に訴えていた。
別の起源としては1915年から1930年まで米国オハイオ州シンシナティで発行されていた『ホーボー・ニュース』がある。同新聞は著名な労働者や社会運動家だけでなく、世界産業労働組合組合員によるオーラルヒストリーや書きおろしによる寄稿、ホーボーや物乞いのアートワークが掲載されていた。『カトリック・ウォーカー』（1933年創刊）のような1970年以前に発行されたほとんどのストリートペーパーは宗教団体との提携で発行していた。19世紀終わりから20世紀初期にかけての労働者新聞や他のオルタナティブメディアのように、初期のストリートペーパーは、創刊者が「普通の人々に関する問題が主流のニュースで報じられていない」と感じたという動機で創刊されることがよくあった。

### 現代的なストリートペーパー
米国における現代的なストリートペーパーの登場は1980年代終わりで、ホームレスの増加という要因や、主流メディアによるホームレスの取り上げ方に対するホームレス支援者の不満を受けてのものだった。当時、多くのメディアはホームレスを犯罪者や薬物依存者のように扱っておい、社会的や政治的要因ではなく自身の怠けによってホームレスになるものだと決めつけていた。従って、最初のストリートペーパー創刊の動機の1つが、既存メディアによるホームレス叩き報道への対抗だった。
1989年代終わりにニューヨークで創刊したストリート・ニュースが初の現代的なストリートペーパーと度々言われている。創刊時には既に中小の新聞が発行されていたものの、ストリート・ニュースは最も注目を集め、多くの他紙にとって「カタリスト」となっていった。その他多くのストリートペーパーも1990年代初めに創刊され、1992年にボストンで創刊した『スペア・チェンジ・ニュース』のように知名度の高いニューヨークの新聞を参考にしたものもあった。この間に、毎年平均５紙が新規に創刊された。この躍進はホームレスに対する考えや政策の変化、デスクトップコンピュータを使用することで発行が容易になったことに起因するとされ、フィリピンのジープニー紙編集者のウィリアム・ショーは特に西洋での政府支援がストリートペーパーの繁栄の有力な原動力になったと述べている。2019年時点で世界35ヶ国、25の言語で100以上のストリートペーパーが発行されているが、2018～2019年には世界で1900万部以上が売れ、推定460万人に読まれており、20500人のホームレスや生活困窮者が自身の生活のために販売している。

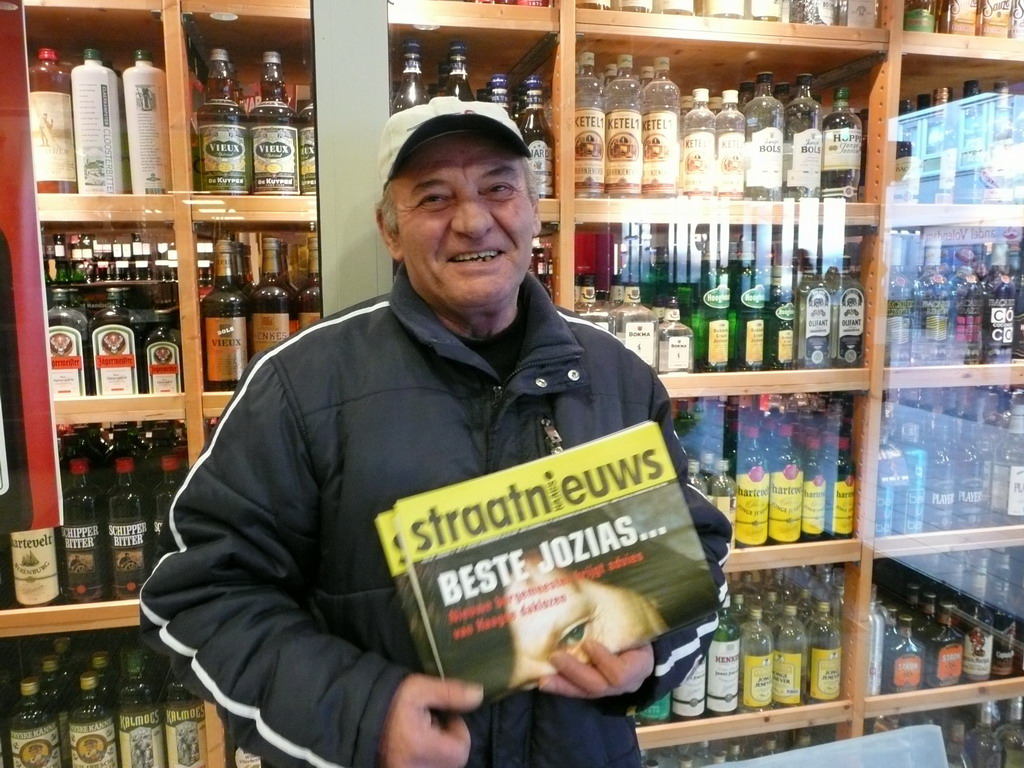
オランダのズーテルメールでストラートニュース紙を売っている販売者

ストリートペーパーは米国やヨーロッパを中心に世界中の主要都市で始まっており、特にドイツでは1999年から他の欧州地域と比べストリートペーパーの市場が拡大していて、スウェーデンでもAluma（現在は休刊）、Situation Sthlm、Faktumが2006年にスウェーデン出版社協会によるジャーナリズムのグランド賞を受賞している。そしてストリートペーパーはカナダ、アフリカ、中南米、アジア・オセアニアのいくつかの都市でも創刊している。アジア・オセアニアは日本、韓国、台湾、オーストラリアで『ビッグイシュー』がある。また、米国でもいくつかのストリートペーパー（例えばシカゴの二ヶ国語新聞であるハスタ・クアンド）が英語以外の言語で発行している。
1990年代中頃、ストリートペーパーの活動を強化するために業界団体が設立された。国際ストリートペーパー・ネットワーク(INSP、1994年設立）や北米路上新聞協会(NASNA、1997年設立）はストリートペーパーの支援と倫理基準の遵守を目的に活動している。特にINSPは新たにストリートペーパーを創刊する団体を支援したり、1990年代には主要メディアにストリートペーパーを取り上げるよう働きかけたり、国を越えた運営団体の交流を促進した。INSPとNASNAは2006年に自身のリソースを統合することを票決し、各誌がコンテンツを共有するニュース・サービスの運営や、記事をインターネット上でアーカイブするプロジェクトを共同で行った。国単位のストリートペーパー業界団体は欧州（イタリアには国内業界団体、オランダではストラートメディア・グループ・ネーデルランドがある）でも結成されている。

## 概要

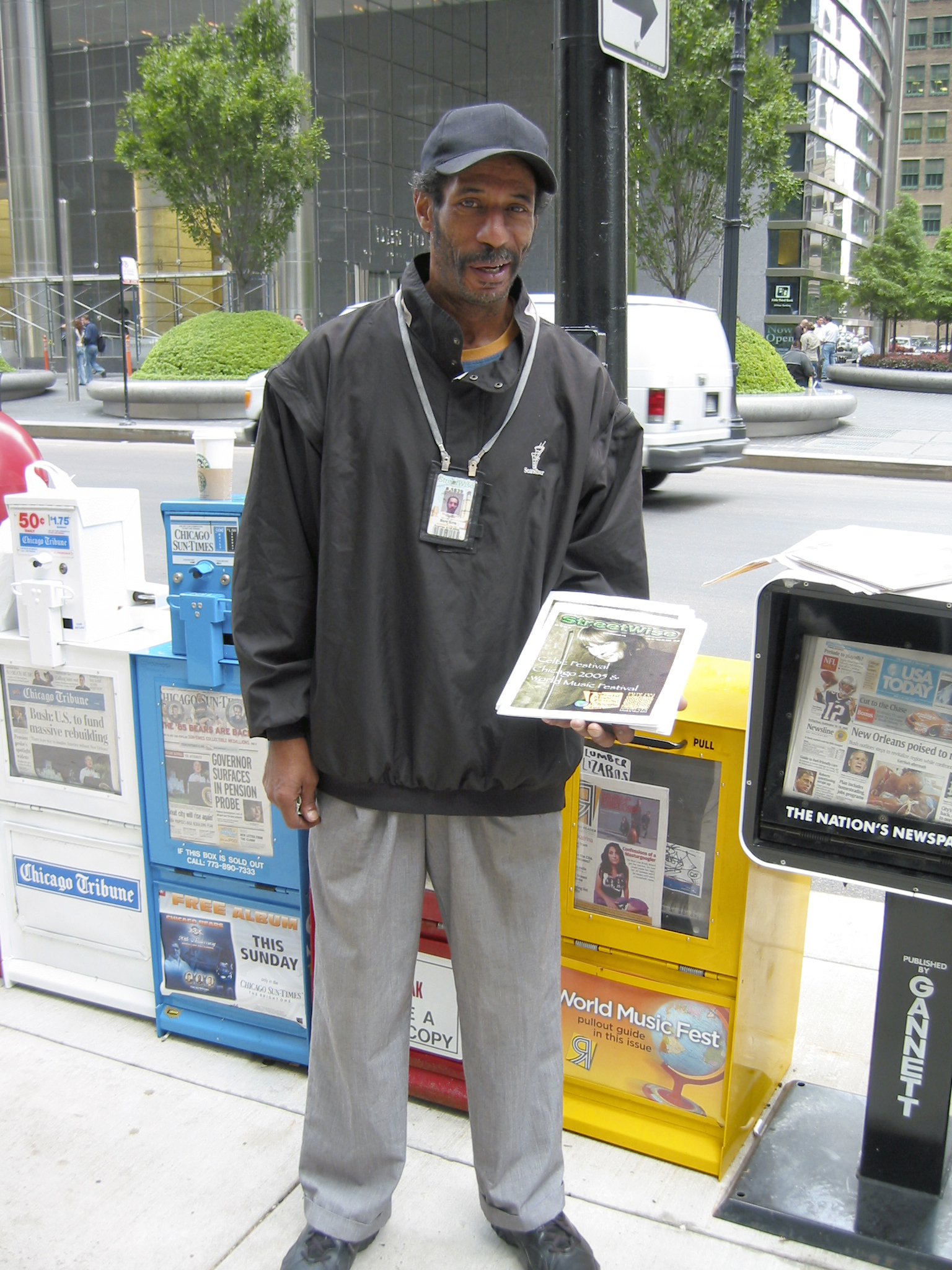
シカゴでストリートワイズを売っている販売者

多くのストリートペーパーには主な３つの目的がある:
- ホームレスや他の社会から疎外された人々が、販売者として雑誌・新聞を売ったり、コンテンツの製作に参加することで収入や仕事のスキルを得ていく
- 一般大衆にホームレスや貧困に関する問題を知ってもらうための報道を行う
- ホームレスの人同士のコミュニティづくりや、ホームレスの人々と運営団体との社会的つながりを確立する

ホームレスや社会から疎外された人々が販売するということがストリートペーパーの特徴となっており、多くのストリートペーパーは社会問題を報道し、一般大衆にホームレス問題について伝えることを目的としている。また、二次的な目標とされるが、購買者はストリートペーパーを読むこと以上に生活に困窮する販売者の自立を応援し、連帯の意思を示してくれるようになることを目指している。
ストリートペーパー読者の正確な読者層ははっきりとしていないが、シカゴの『ストリートワイズ』が1993年に行った2回の調査では読者は大学教育を受けている傾向があり、半数以上が女性で、同じく半数以上は未婚だったとしている。

### 経営とビジネス
ほとんどのストリートペーパーにおける販売は、ホームレスの販売者に定価の数割（通常10%から半額の間）で雑誌・新聞を売り、その後販売者が路上で売ることで、その時の売上をすべて得られる仕組みになっている。販売で得る収入は「自分の足で這い上がる」ためのものとされる。販売者が自らのお金で雑誌・新聞を仕入れ、販売で収入を得る仕組みにしている理由は、販売者自身がお金のやりくりに関するスキルを身につけるためである。ほとんどの新聞の販売者はIDカードやバッジ、メッセンジャーバッグを正式な販売者として登録されていることを証明するために装着している。ストリートペーパーの多くは、販売者に対して行動規範にサインを求めるか、あるいは「正しく振る舞う」ことを求めている。
米国やイギリスにおけるほとんどのストリートペーパー販売者はホームレス状態にあるが、それ以外の国（特にヨーロッパ）の新聞のいくつかは主に難民によって販売されている。販売者全員がホームレスというわけではなく、安定した住居はあるもののストリートペーパー販売以外の仕事を見つけることができない人や、ホームレスから出発したがストリートペーパー販売の売上で住む家を見つけることができて販売を続けている人もいる。通常、米国の主なストリートペーパーではホームレスや貧困であることを証明する必要もなければ、安定的に住める家を見つけたら販売者を辞めなければならないわけでもない。米国では2008年より従来の販売者の主流を形成していた「慢性的なホームレス」とは異なる、ホームレス状態になって間もない人、もしくは経済危機などで生活できなくなった販売者が増えるようになっている。このような販売者はまともな教育を受けていて幅広い実務経験も持っているが、2008年の金融危機によって職を失った人が多い。
ストリートペーパーは様々な方法で創刊されている。例えばストリート・センス紙はプロフェッショナルなベンチャーである他紙と異なりホームレスや過去にホームレスだった人たちによって創刊された。多数、特に米国では地元政府や慈善団体による援助を受けたり、国際ストリートペーパーネットワーク、北米路上新聞協会といった業界団体が新規ストリートペーパーにワークショップや支援を提供している。多くはボトムアップ型で製作し、ボランティアやメディア業界の新規参入者が始め、段階的に専門職が参加することで拡大を図っている。ほとんどの新聞は活動資金の多くを販売による収益、寄付、政府による補助金で賄っているが、地元企業からの広告費で賄っている場合もある。『ビッグイシュー』英国版のように社会的企業の広告が多く掲載されているものもある。しかし、新聞社や支援者間で広告を容認するかで論争となっており、広告は新聞にとって必要とする主張もあれば広告の多くが貧困層と共にある新聞には不適切だという主張もある。
ストリートペーパーのビジネスモデルは広範にわたっている。販売者サポートはホームレスのエンパワーメントにおいて高い価値を生み出し、ジャーナリズムを追求した内容、週刊として商業ベースに乗せるものも出ている。既存の組織やプロジェクトの一環として経営されているストリートペーパーがあるのに対し、特にヨーロッパのストリートペーパーは自主的なビジネスとして経営されている。大きい成功を収めているものとしてイギリスのビッグイシューは2001年に1週間で約30万部売り上げ、2000万ドル相当以上の利益を上げている。しかし、多くのストリートペーパーは月わずか3,000部程度の売上で利益も辛うじてという状況である。

### 掲載内容
ほとんどのストリートペーパーはホームレスや貧困に関する問題を取り上げているが、時折主要メディアが報じないホームレスに関する政策の変化や幅広いトピックに関する有益な情報源として機能している。ストリートペーパー販売者のプロフィールを含む記事や、ホームレス当事者や生活困窮者による寄稿も多いが、加えて活動家やコミュニティオーガナイザーが起稿することもある。例としてワシントンD.C.のストリート・センス紙の創刊号では著名なホームレスコミュニティの紹介や、女性議員へのインタビュー、職探しのコストと利益に関する社説、ホームレスをテーマにした数作のポエム、ハウツーコラム、選定されたレシピが掲載された。カンザス州ローレンスのチェンジ・オブ・ハート紙は2009年に、最近起きたホームレスキャンプの撤去に関するニュース、ホームレスを扱った書籍の批評、ホームレス支援を目的とするファミリープロミス団体の紹介、コミュニティリソースの一覧を掲載、ほとんどの寄稿者がホームレスだった。執筆の仕方は単純明快で、社会科学者のケビン・ハウリーはストリートペーパーは「ネイティブな雄弁」を兼ね備えていると述べている。
ハウリーによれば、ストリートペーパーは市民ジャーナリズムと同じで両方とも主要メディアが報じないことに対する運動や素人の参加を促進しているというが、大きな違いは、市民ジャーナリズムが必ずしも特定の立場を支持しているわけではないのに対し、ストリートペーパーは公然とホームレスや貧困層のための主張を行なっている。
ほとんどのストリートペーパーと一線を画しているのがイギリスのビッグイシューで、ホームレスや貧困に関する報道ではなく著名人に関するニュースやインタビューに比重を置き、新聞記事のほとんどはプロの執筆者によるもので幅広い読者層をターゲットにしている。販売者はホームレス状態の人が主で、ホームレスの人々を支援するために収益の大半を使い、ホームレス関連団体のアドボカシーを行っている。しかし、そのプロフェッショナルな体質と高い生産価値はストリートペーパーの立ち位置の是非として、プロフェッショナルによる執筆を支持する人と草の根運動を理想と主張する人の間で議論となっており、批判の的になることもしばしばだ。

### 社会的利益
人々に収入や仕事を提供することに加え、ストリートペーパーはホームレスの参加者に責任と独立性を与え、緊密なホームレスコミュニティをつくることを目的としている。また販売者には職業訓練、住居探しの支援、その他サービスの直接的な紹介といったプログラムも提供される。そのほか、大規模な社会福祉団体の一部として運営されていることもあり、例としてシカゴのストリートワイズでは販売者に「薬物とアルコールの治療、高校レベルの教育、キャリアカウンセリング、永久的に住める住居」の提供団体を紹介することができるとしている。そのほか多くのストリートペーパーは、ホームレスや貧困に関する擁護団体や地元のホームレスコミュニティの頼り所となるなど多くの役割を担っている。ハウリーはストリートペーパーが「ホームレス、求職者、ワーキングプア、シェルター管理者、医療従事者、コミュニティ運営者、その他そのような人達のために働いている人達との間にある公式もしくは非公式な関係」のネットワークを動員する手段となっていると述べている。

### 挑戦と批判

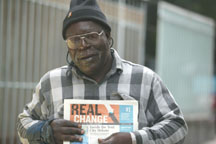
2005年、シアトルのリアル・チェンジは紙面をリニューアルし、週刊に移行することで「寄付心での購入」という偏見を払拭しようとした。

ストリートペーパーの黎明期は、人々は販売者に騙されることを恐れて買うことを度々躊躇していた。さらに、活動家による新聞の多くは執筆や発行が素人仕事で活力がないと見なされていたので売上を出すことに失敗している。取り上げている話題も報道する価値のある内容に事欠き、一般人やホームレスコミュニティにとって関連性や関心が薄いものだった。モントリオールとサンフランシスコにある団体は、ホームレスの寄稿者向けに執筆やジャーナリズムのワークショップを開催することでこれらの批判に応えている。数紙の新聞では多く売れはするものの広く読まれるわけではなく、多くの人々が新聞を買わずに直接販売者に寄付をするか新聞を買ったとしてもすぐ捨ててしまう有様と言われている。ハウリーは新聞を「同情疲れ」として読むことに読者のためらいや不本意があると見ている。一方でビッグイシューのように売上が良く幅広く読まれている新聞も度々主流メディアと変わらないとか商業主義的という批判に晒されている。
また新聞が直面しているその他の困難として、一時的な仕事として販売者の離職率が高いことや信頼度の低いスタッフ、資金不足、地元政府による出資のため報道の自由が認められていないこと、いくつかの読者層においてホームレス問題に関心が無いことなどが列挙される。例としてジャーナリズムを専門とするジム・カニンガム教授はカルガリーにおいてカルガリー・ストリート・トークの販売が困難に直面している原因としてほとんどの中流階級、保守的な人々が「ホームレスの原因に対して十分な認識を持っていない」という事実を挙げている。結局、反ホームレス法は度々ストリートペーパーやその販売者を標的にしており、例としてニューヨークやクリーブランドでは公共交通機関や混雑するエリアで販売することを法律で禁止しているため、ストリート・ニュースやホームレス・グレープバインは収益を出すことが困難になっている。

### 異なるアプローチ
ストリートペーパーの支持者や発行元の間には、ストリートペーパーがどのように展開し何を目標とするかで意見の相違があるとされ、これは「社会変化を提唱するにあたって衝突する2つの考え」が反映されているとみられる。ビジネスとして機能させ、ホームレスを支援するための収益と幅広い読者層を獲得するべきか、それとも幅広い読者層へホームレスや貧困層の「声」を届けるべきかで揺れている。リアル・チェンジの取締役ティモシー・ハリスは「リベラルな企業家」と「ラディカルな草の根活動家」の2つの陣営があると述べている。
1990年代終わりにロンドンを拠点にするビッグイシューが米国に参入する計画を立て始めた時、米国ストリートペーパー発行元の多くは「プロフェッショナルが製作するビッグイシューの商品価値や大衆へのアピールといった点で対抗できなくなるだろう」と懸念を示し、「ビッグイシューはホームレスの声を十分に掲載していない」と述べ、参入に否定的だった。ホームレス問題に投資できる利益を生み出すためにビッグイシューは主流の新聞・雑誌を真似しているのに対し、他のストリートペーパーはお金になる記事よりも政治・社会問題の記事に焦点を当てているため、商業主義的でプロフェッショナルなストリートペーパーと、草の根運動的なストリートペーパーとの間での論争を巻き起こしてきた。ストリートペーパー支持者の中には、ストリートペーパーの主な目的がホームレスの声を届け主要メディアの報道の「空白を埋める」ことだと考えているが、一方でホームレスに仕事と収入を与えることを目的にすべきと考える人もいる。
頻繁に論争になる他の課題として、ホームレスがストリートペーパーの執筆や印刷にどの程度まで参加すべきか、収益を出すためにストリートペーパーは広告を許容すべきかというのがある。このようにケビン・ハウリーはストリートペーパーの仕組みの違いについて要約し、「反体制派新聞、つまり進歩的な社会変化に取り組む出版物としての発行が、多くの読者層を引きつけることができる（もしくは望ましい）」のかと問うている。